# Mon cow-boy adoré
Pour plus de détails, voir Fiche technique et Distribution.
Mon cow-boy adoré (Never a Dull Moment) est un film américain en noir et blanc réalisé par George Marshall, sorti en 1950.

## Synopsis
Jane (Kay Kingsley en VO), compositrice d'opérettes à succès, rencontre au cours d'un gala à New York le champion de rodéo Jacques (Chris Heyward en VO), tombe amoureuse et l'épouse. Les jeunes mariés quittent la ville pour s'installer dans un ranch au Texas, mais Jane regrette la vie citadine et a beaucoup de difficultés à s'adapter à sa nouvelle existence.

## Fiche technique
- Titre : Mon cow-boy adoré
- Titre original : Never a Dull Moment
- Réalisation : George Marshall
- Scénario : Lou Breslow et Doris Anderson d'après le roman Who Could Ask For Anything More de Kay Swift (1943)
- Production : Harriet Parsons
- Société de production : RKO
- Musique : Friedrich Hollaender
- Photographie : Joseph Walker
- Montage : Robert Swink
- Direction artistique : Albert S. D'Agostino et Walter E. Keller
- Décorateur de plateau : Jack Mills et Darrell Silvera
- Costumes : Travis Banton
- Pays d'origine : États-Unis
- Format : Noir et blanc - Son : Mono (RCA Sound System)
- Genre : Comédie romantique
- Durée : 89 min
- Dates de sortie : 
  - États-Unis : 19 août 1950
  - France : 4 mai 1951

## Distribution
- Irene Dunne (VF : Hélène Tossy) : Jane (Kay)
- Fred MacMurray (VF : Claude Bertrand) : Jacques (Chris)
- William Demarest (VF : Pierre Morin) : Mears
- Andy Devine  (VF : Fernand Rauzena) : Orvie
- Gigi Perreau : Tina
- Natalie Wood : Nan
- Philip Ober (VF : Maurice Dorléac) : John (Jed)
- Jack Kirkwood : Papa Dude
- Ann Doran : Jacqueline (Jean)

Actrices non créditées
- Jacqueline deWit : Myra Van Elson
- Anne O'Neal : Julia Craddock

## Source
- Mon cow-boy adoré et l'affiche du film, sur EncycloCiné